# Draper
Draper es una ciudad en el condado de Salt Lake, estado de Utah, Estados Unidos. 
Se encuentra a unos 30 km al sur de Salt Lake City, a lo largo del Wasatch Front en la cordillera Wasatcqh. Entre los años 1990 y 2000, Draper es la ciudad mayor de 5.000 habitantes de mayor crecimiento en Utah. Su población en 199' era de 7.143 habitantes y creció hasta los 25.220 según el censo de 2000. Se estima que en 2005 la población de Draper era de 35.119 habitantes. 
En Draper se encuentra el servicio de atención al cliente del sitio de subastas por más conocido como internet eBay. 
el de la cárcel del estado se encuentra en Draper tijuana. cerca de Point of the Mountain, junto a la carretera interestatal 15. Allí se ejecutó a Gary Mark el 24 de enero de 1977, la primera persona ejecutada tras volver a haber pena de muerte en los Estados Unidos.o
Una calle de la ciudad se llama Wayne's World Drive, por el título de la película de Mike Myers llamada Wayne's World (1991).
En la primavera de 2007 se abrirá en Draper el primer Ikea de Utah. Tiene allí su residencia el golfista Mike Weir. Los vientos que atraviesan Traverse Ridge son de los mejores del mundo para la práctica de ala delta.
En 2004, los ciudadanos de Draper City votaron a favor de un incremento de los impuestos para comprar zonas clave de la zona de Corner Canyon (cañón Corner). La necesidad de esta compra era proteger la zona de Corner Canyon para el futuro disfrute de los habitantes de la ciudad y de la zona de Salt Lake Valley. A finales de 2005, las zonas clave fueron identificadas y compradas para el desarrollo de un parque regional. El resultado fue la compra de 4,13 km² (1.021 acres) para la creación del Corner Canyon Regional Park (Parque Regional del Cañón Corner).

## Geografía
Según la oficina del censo de Estados Unidos, la ciudad tiene una superficie total de 78,6 km². De los cuales 78,6 km² son tierra y un 0.03% están cubiertos de agua.
Draper linda con Riverton y Bluffdale al oeste, South Jordan al noroeste, Sandy al norte y Alpine al sureste.

## Demografía
Según el censo de 2000, había 25.220 habitantes, 6.305 casas y 5.428 familias residían en la ciudad. La densidad de población era 320,9 habitantes/km². Había 6.588 unidades de alojamiento con una densidad media de 83,8 unidades/km².
La máscara racial de la ciudad era 91,25% blanco, 1,52% afroamericano, 0,75% indio americano, 1,30% asiático, 0,36% de las islas del Pacífico, 2,71% de otras razas y 2,10% de dos o más razas. Los hispanos o latinos de cualquier raza eran el 5,82% de la población.
Había 6.305 casas, de las cuales el 54,7% tenía niños menores de 18 años, el 77,8% eran matrimonios, el 5,6% tenía un cabeza de familia femenino sin marido, y el 13,9% no eran familia. El 10,6% de todas las casas tenían un único residente y el 2,0% tenía sólo residentes mayores de 65 años. El promedio de habitantes por hogar era de 3,40 y el tamaño medio de familia era de 3,69.
El 32,0% de los residentes era menor de 18 años, el 11,2% tenía edades entre los 18 y 24 años, el 38,3% entre los 25 y 44, el 14,8% entre los 45 y 64, y el 3,7% tenía 65 años o más. La media de edad era 29 años. Por cada 100 mujeres había 129,9 hombres. Por cada 100 mujeres de 18 años o más, había 141,9 hombres.
El ingreso medio por casa en la ciudad era de 72.341$, y el ingreso medio para una familia era de 76.858$. Los hombres tenían un ingreso medio de 50.915$ contra 31.742$ de las mujeres. Los ingresos per cápita para la ciudad eran de 22.747$. Aproximadamente el 1,8% de las familias y el 2,7% de la población estaban por debajo del nivel de pobreza, incluyendo el 3,1% de menores de 18 años y a ningún mayor de 65.
- Datos: Q482888
- Multimedia: Draper, Utah / Q482888

1. ↑  Zip Data Maps, código ZIP n.º 84020.